# Ichthyophis orthoplicatus
Espèce
Statut de conservation UICN

 VU B1ab(iii) : Vulnérable
Ichthyophis orthoplicatus est une espèce de gymnophiones de la famille des Ichthyophiidae.

## Répartition
Cette espèce est endémique du Sri Lanka. Elle se rencontre de 460 à 1 800 m d'altitude dans le massif Central.

## Publication originale
- Taylor, 1965 : New asiatic and african caecilians with redescriptions of certain other species. University of Kansas Science Bulletin, vol. 46, no 6, p. 253-302 (texte intégral).